# Cornelis Velsen

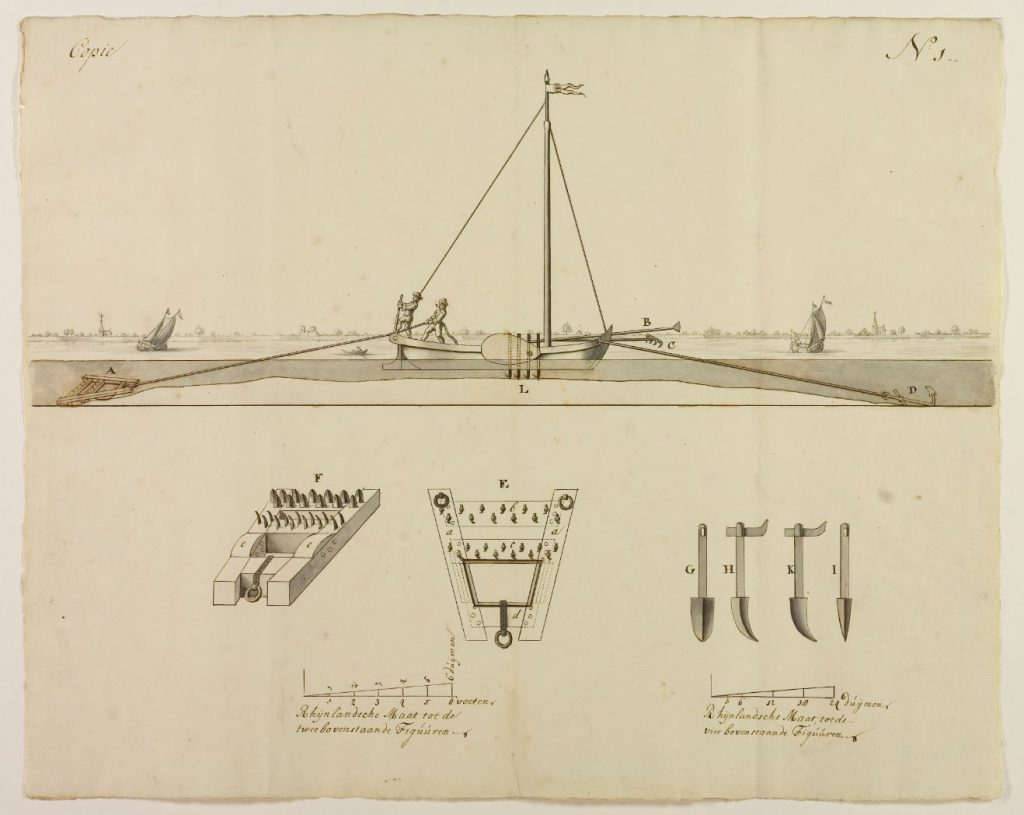
Krabbelaar, uit 1750

Cornelis Velsen (1703 - 1755) was een Nederlands waterbouwkundig tekenaar en rivierdeskundige.
Hij is opgeleid als landmeter en werkt vanaf 1730 voor het hoogheemraadschap van Rijnland. Dat leent hem uit aan de Statencommissie voor ’s lands rivieren, een voorloper van Rijkswaterstaat. De bedoeling is dat deze Statencommissie zich zal ontwikkelen tot een Provinciale Waterstaat. Hier ontwikkelt hij zich in de periode van 1731 - 1740 tot een gezaghebbende expert in het voorkomen van overstromingen, vanaf 1733 samen met zijn collega Cruquis. In 1749 publiceert hij een Rivierkundige verhandeling waarin hij adviseert de rivieren uit te diepen en de stroom te reguleren met kribben.

## De afvoer van Rijn en Waal
Deze verhandeling wordt ook na zijn dood nog een aantal keren herdrukt. Het boek leidt echter ook tot een verzwakking van de positie van Cornelis Velsen. Hij gaat uit van een precieze analyse van de zwakke plekken van het riviersysteem. Hij ontwikkelde de visie dat de waterstroom door waterstaatkundige ingrepen begeleid en qua snelheid en omvang geoptimaliseerd moest worden. Hier door  kunstmatige versmalling, daar door afgraving van bochten of uitsteeksels die de stroming verstoorden. In deze aanpak werd de rivier zelf gebruikt om de ondiepten uit te schuren. Het was een intelligente oplossing voor een vraagstuk dat al jaren speelde. Velsen spiegelde zijn publiek geen illusies voor. Eerst op heel lange termijn, misschien wel voor de duur van enkele generaties, en alleen door het consequent volgen van de eenmaal gekozen strategie zouden hoge waterstanden en dijkdoorbraken tot het verleden kunnen behoren. Maar dit is een oplossing die veel geld kost en niet op korte termijn een oplossing biedt. De financiers (met name dus Rijnland en Delfland) zagen dat niet zitten en hadden een grote voorkeur om bij hoogwater kombergingsgebieden net stroomopwaarts van het splitsingspunt van Rijn en Waal onder water te zetten. Dus geen oplossing, maar symptoombestrijding; dit was op korte termijn goedkoper. Het hoogheemraadschap weet dit kortetermijnstandpunt door te drukken bij de Staten van Holland, mede omdat de raadpensionaris Pieter Steyn tevens dijkgraaf van Rijnland is. Binnen enkele maanden wordt de commissie voor de rivieren volledig gereorganiseerd en dan moet ook Velsen het veld ruimen, onder andere door druk van Dirk De Raadt, afgevaardigde van de stad Leiden in de Staten van Holland en ook hoogheemraad van Rijnland. 
Hij kan terugvallen op zijn baan als klerk van het hoogheemraadschap en vanuit die positie probeert hij zijn kennis alsnog in te zetten door de ontwikkeling van een baggerschip.

## De krabbelaar
Rond 1750 komt hij met een praktische vinding: een krabbelaar, een soort baggerschip. Deze vinding biedt hij aan aan de Staten van Holland en moet behandeld worden door de Statencommissie voor de octrooiaanvragen. Deze commissie staat onder voorzitterschap van de stad Delft. Met een lier achterop het vaartuig wordt een hekwerk met pennen over de rivierbodem gesleept. De stroming voert het loskomende slib mee, zodat de rivier dieper wordt. Bij het voorstel voegt hij een tekening. Dit voorstel wordt niet geaccepteerd (op verzoek van reeds genoemde Dirk De Raadt).

## Cartograaf

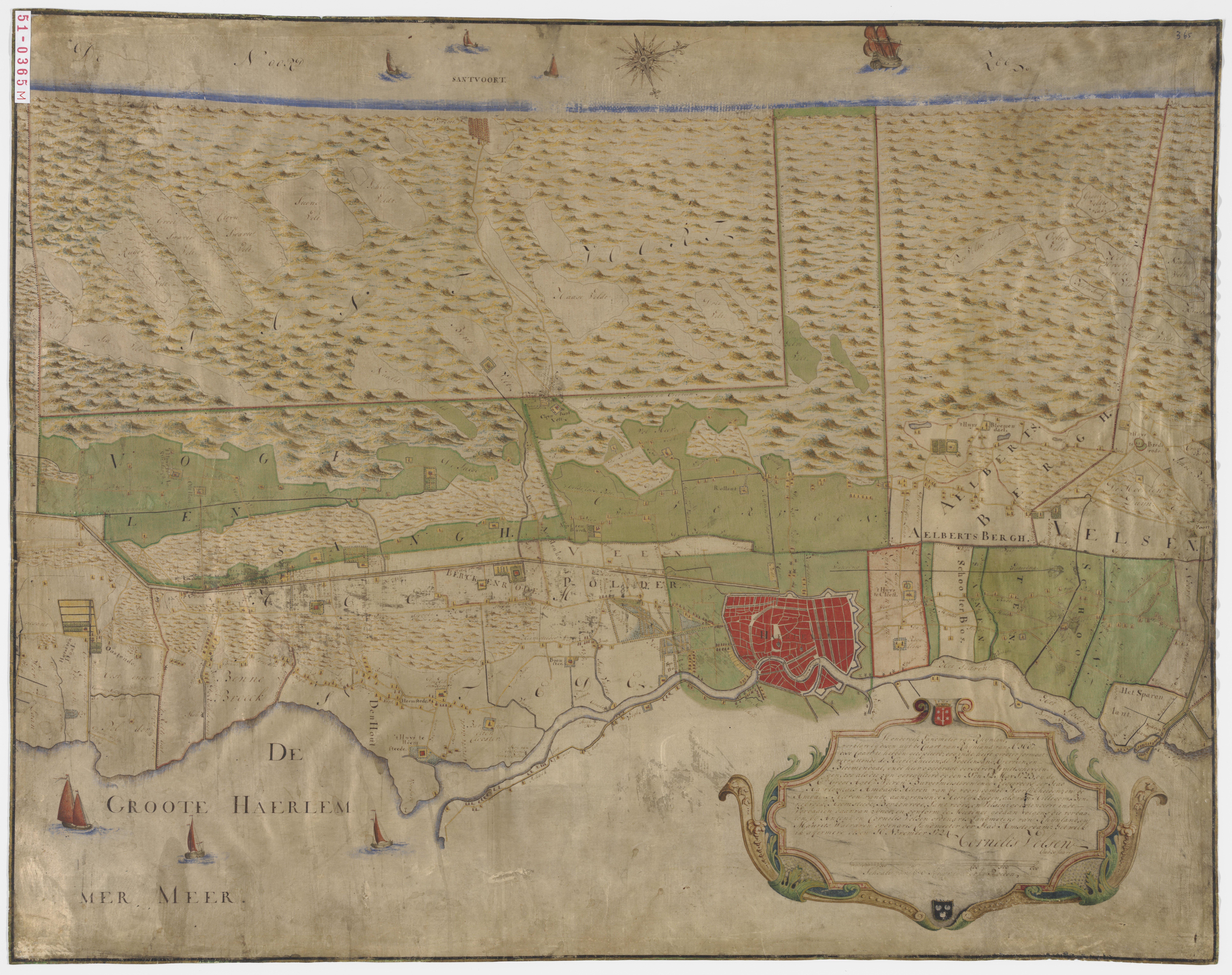
Cornelis Velsen - Kaart van Haarlem en Omstreken - 1724

Velsen is van huis uit cartograaf. Er zijn van hem enkele kaarten bekend, onder andere van de omgeving van Haarlem en van de loop van Rijn en Waal in Nederland; deze kaart is vele malen herdrukt.
- Biografisch Portaal: 88932318
- Digitale Bibliotheek voor de Nederlandse Letteren: vels003
- Système universitaire de documentation: 236164082
- Virtual International Authority File: 359838